# Vizcondado de la Frontera
El Vizcondado de la Frontera es un título nobiliario español creado el 6 de octubre de 1657 por el rey Felipe IV a favor de Clara María Ruiz de Alarcón y Guzmán, hija de Juan Ruiz de Alarcón de los Señores de Buenache.

## Vizcondes de la Frontera
|                        | Titular                                        | Periodo                |
| Creación por Felipe IV | Creación por Felipe IV                         | Creación por Felipe IV |
| ---------------------- | ---------------------------------------------- | ---------------------- |
| I                      | Clara María Ruiz de Alarcón                    | 1657-                  |
| II                     | Nicolás Tolentino Villarroel y Ruiz de Alarcón |                        |
| III                    | Juan José de Villarroel y Ruiz de Alarcón      |                        |
| IV                     | Nicolás María de Villarroel Hevan y Peralta    |                        |
| V                      | Lorenzo de Villarroel y Velázquez              |                        |
| VI                     | José María Jerónimo de Villarroel e Ibarrola   | ?-1856                 |
| VII                    | Fernanda de Villarroel y Goicolea              | 1858-1873              |
| VIII                   | Fernando Quindós y Villarroel                  | 1873-1883              |
| IX                     | María de la Natividad Quindós y Villarroel     | 1883-1953              |
| X                      | María del Pilar de Chaves y Lemery             | 1958-1980              |
| XI                     | Alfonso de Egaña y Azúa                        | 1984-2018              |
| XII                    | María Almudena de Egaña y Huerta               | 2018-actualidad        |

## Historia de los vizcondes de la Frontera
- Clara María Ruiz de Alarcón

1. Casó con el Señor de Heban, Juan Villarroel y Peralta. Le sucedió su hijo:

- Nicolás Tolentino Villarroel y Ruiz de Alarcón

Le sucedió su hermano:
- Juan José de Villarroel, VIII  marqués de los Palacios.

1. Casó en Madrid (San Martín) el 8 de diciembre de 1672 con Juana Crespí de Valldaura.[1] Le sucedió su hijo:

- Nicolás María de Villarroel Heban y Peralta, IX marqués de los Palacios

1. Casó con María Velázquez Crespí de Valldaura. Le sucedió su hijo:

- Lorenzo de Villarroel y Velázquez, X marqués de los Palacios.

1. Casó con Loreto de Castro y Loynaz, hija del  duque de la Conquista, marqués de Gracia Real de Ledesma. Le sucedió su nieto:

- José María Jerónimo de Villarroel e Ibarrola, (1801-1856), XII marqués de los Palacios, I duque de la Conquista tras la rehabilitación del título, IV marqués de Gracia Real de Ledesma

1. Casó con María Goicolea y Ariza. Le sucedió su hija:

- Fernanda Villarroel y Goicolea, (1827-1873)

1. Casó con José Mariano Quindós y Tejada,  marqués de San Saturnino. Le sucedió su hijo:

- Fernando Quindós Villarroel. Falleció soltero en 1883. Le sucedió su hermana:

- María de la Natividad Quindós y Villarroel (1861-1953), XIV marquesa de los Palacios, III  duquesa de la Conquista,  V  marquesa de Gracia Real, VII marquesa de San Saturnino,  marquesa de Palacios.

1. Casó con Francisco de Asís Arias Dávila y Matheu, conde de Cumbres Altas, hijo del conde de Puñonrostro. Sin descendientes. Le sucedió su pariente lejana, hija de un primo quinto suyo como tataranieta de Amparo Villarroel Ribadeneyra, hija de un hermano del V vizconde y madre del I  duque de Noblejas:

- María del Pilar de Chaves y Lemery, (1896-1980) XV marquesa de los Palacios, V duquesa de Noblejas, V  duquesa de la Conquista, III marquesa de la Matilla, III condesa de Caudilla.

1. Casó con Léon Le Febve de Vivy. Sin descendientes. El título recayó en su sobrino segundo (hijo de su prima hermana Carmen Azúa y de Chaves (hija a su vez de Juan Azúa Suárez y Carmen de Chaves y Beramendi), casada con Alfonso Egaña Elizarán):

- Alfonso de Egaña y Azúa, VI  duque de la Conquista.
- María Almudena de Egaña y Huerta, XII Vizcondesa de la Frontera.